# Álvaro Acevedo
Álvaro Acevedo, publicista panameño, exbaterista, productor  y mánager  (1996- 2008) de la banda ganadora del  Grammy latino, Los Rabanes.

## Vida
En 1995 forma parte como socio de compañía Kiwi Records junto al cantante y actor Rubén Blades, el productor Sergio Camberfort  y el empresario Jorge Sánchez , con esta compañía produce los dos primeros álbumes de Los Rabanes “porque te fuiste Benito” y “All star volumen 2”, este último producido por Flavio Cianciarulo  integrante de Los Fabulosos Cadillacs, con los cuales Los Rabanes conquistan los mercados de México, Estados Unidos y Europa.  Después de una larga gira internacional con Los Rabanes, Acevedo recibe a finales del año 2000 una propuesta del productor musical Emilio Estefan Jr para la grabación de 3 álbumes de Rabanes bajo el sello Crescent Moon Records; desde entonces le sigue una larga lista de éxitos, más de medio millón de copias vendidas de sus 5 discos, nominaciones a los premios Gardel, 4 nominaciones más en los próximos años, el Grammy Latino en el 2007, una nominación al Grammy Americano 2008 y a Premio Lo Nuestro, entre otros.
En 2002 funda la compañía Acevedo Management Group, Inc. en South Beach, Miami, Fl, representando varios artistas y colaborando en proyectos para Univisión, Telemundo, Estefan Enterprises, Htv, entre otros. A finales del 2005 regresa a panamá para abrir oficinas en su país natal y ese mismo año es invitado a formar parte como vicepresidente de PRODUCE (fundación de productores de fonograma de panamá) http://producepanama.org/ . compañía avalada por la IFPI http://www.ifpi.org/.
En 2009 viaja a BA, Argentina para la producción de su nuevo proyecto después de 15 años dedicados exclusivamente a la banda Los Rabanes , el cantante Carlos Méndez, este proyecto es realizado por Tweety González afamado productor argentino quien ha trabajado para Gustavo Cerati y  Fito Páez  el cual bajo su producción se lanzó “el amor después del amor”, el disco más vendido del rock argentino, finalmente se mezcló en el estudio la diosa salvaje  del icono del rock argentino Luis Alberto Spinetta.
A finales del 2009 y principios de 2010 Acevedo comienza con 3  nuevos proyectos,  la tienda de música en línea acb2.com para lanzamiento a finales del 2010, el grupo de rock vallenato colombiano Sin Animo de Lucro (SADL) y la representación de la actriz y modelo panameña Patricia de León la cual entre sus múltiples trabajos artísticos se encuentran las portadas de las  revistas Vanidades, Maxim , Ocean Drive y tiene la distinción única de estar simultáneamente en dos estaciones de televisión en dos idiomas diferentes este invierno. Patricia actúa como “mujer soñada/objeto del deseo” junto a Ray Romano en la serie de TNT, Men of a Certain Age  y además aparece en el canal en español de NBC/Telemundo, en la telenovela Perro Amor.
En el 2011 regresa de vuelta a  Miami, para la internacionalización del proyecto en línea para futuro lanzamiento en marzo de 2013.
1. ↑  http://www.allmusic.com/artist/alvaro-acevedo-mn0001385736
2. ↑  «Copia archivada». Archivado desde el original el 22 de julio de 2009. Consultado el 4 de septiembre de 2012.

- Datos: Q5639596